# جهود السلام الاقتصادي الإسرائيلي الفلسطيني
تشير جهود السلام الاقتصادي الإسرائيلي الفلسطيني إلى الجهود الرامية إلى تعزيز المشاريع الاقتصادية المشتركة بين الإسرائيليين والفلسطينيين، كطريق للتوصل إلى السلام بين المجموعتين.
ويستند جزئيا على الجهود والمشاريع الرسمية التي تقوم بها حكومتا إسرائيل والسلطة الفلسطينية، وجزئيا إلى الجهود الخاصة التي تبذلها الشركات الفردية ورجال الأعمال الذين يسعون إلى تعزيز المشاريع المختلفة التي تعزز الوحدة الاقتصادية والتعاون بين الجانبين.

## مجالات التعاون العامة والجهد المشترك

### مبادرة وادي السلام
مبادرة وادي السلام هي محاولة لتعزيز التعاون الاقتصادي بين إسرائيل والأردن والفلسطينيين، استنادا إلى الجهود والمشاريع المشتركة في وادي عربة/عربة، الذي يمتد على طوله الجزء الجنوبي من الحدود الإسرائيلية الأردنية. وقد حظيت باهتمام ودعم شخصيين من شمعون بيريز، رئيس إسرائيل. وتتضمن المبادرة جهودا مشتركة مستمرة من قبل القادة الإقليميين لإطلاق مشاريع صناعية واقتصادية جديدة مشتركة، والتي ستخلق أعمالا محلية جديدة ونموا في فرص العمل، وتعزز التعاون المستمر.
وقد بدأت فكرة هذا المشروع في عام 2005، عندما طلبت إسرائيل والأردن والسلطة الفلسطينية من البنك الدولي أن يحلل جدوى هذه الفكرة.
```
بدأ الاقتراح الرسمي لمبادرة وادي السلام باقتراح مشترك في عام 2008 لبناء قناة بين البحر الأحمر والبحر الميت، وتحلية المياه، وإنتاج الطاقة الكهرمائية، وتحقيق الأرباح، والمياه النظيفة، وفرص العمل، وربما التعاون الإقليمي غير المسبوق.
[
3
]
 وانتهت الدراسة في عام 2013، ووقعت إسرائيل والأردن والسلطة الفلسطينية اتفاقا في عام 2013 للمضي قدما في تنفيذ الخطة.
[
4
]
```

في فبراير 2015، وقعت إسرائيل والأردن اتفاقا لتبادل المياه ونقل المياه المالحة في البحر الأحمر بشكل مشترك إلى البحر الميت المتقلص. وأفادت التقارير أن قيمة الاتفاق تبلغ حوالي 800 مليون دولار. وكان ذلك نتيجة لمذكرة تفاهم وقعت بين مسؤولين إسرائيليين وأردنيين وفلسطينيين في 9 ديسمبر 2013 في واشنطن. وبموجب هذا الاتفاق، سيتقاسم الأردن وإسرائيل المياه الصالحة للشرب التي تنتجها محطة تحلية المياه المستقبلية في العقبة، في حين سيزود خط أنابيب البحر الميت بالمياه المالحة.
في كانون الأول/ديسمبر 2015، أصدرت إسرائيل والأردن رسميا الخطط التقنية للمضي قدما في هذا المشروع.
ومن المقرر بناء محطة جديدة لتحلية المياه بالقرب من منتجع العقبة السياحي الأردني لتحويل المياه المالحة من البحر الأحمر إلى مياه عذبة لاستخدامها في جنوب إسرائيل وجنوب الأردن؛ كل منطقة ستحصل على ثمانية إلى 13 مليار غالون في السنة. ومن شأن هذه العملية أن تنتج كمية من المحلول الملحي تعادل كمية النفايات؛ كان سيُضخ المحلول الملحي أكثر من 100 ميل ليساعد على تجديد مياه البحر الميت، المعروف بملوحته العالي. ومن شأن ذلك أن يعزز وضع البحر الميت كمورد اقتصادي هام لكلا البلدين، في مجالات متعددة منها السياحة والصناعة والأعمال التجارية، من أجل إيجاد ما يصل إلى مليون فرصة عمل جديدة في إسرائيل والضفة الغربية.

### المجمعات الصناعية

المجمعات الصناعية هي أحد المنتجات الرئيسية للجهود التعاونية. ويشمل ذلك مرافق مثل منطقة بركان الصناعية.

```
من بين عناصر جهود السلام الاقتصادي إنشاء مجمعات صناعية ذات تكنولوجيا عالية حيث يستطيع الإسرائيليون والفلسطينيون العمل معاً في جو تعاوني. ومن الأمثلة على ذلك مجمع صناعي في 
الناصرة
 أقامه رجل الأعمال 
ستيف فيرتهايمر
، والذي بُني في أيار/مايو 2010.
[
7
]
 وقد ذكر فيرتهايمر أن "التعايش في المنطقة الصناعية في الناصرة العربية هو مثال جيد للتعايش. عندما يعمل الناس معاً لا يكون لديهم وقت للهراء إنهم مرهقون جداً في الليل ليرتكبوا أعمال إرهابية إنهم راضون، ينخرطون في الإنتاج. إنهم يعملون معا، وليس ضد بعضهم البعض. "
[
8
]
[
9
]
 أسس فيرتهايمر أربعة مناطق صناعية في إسرائيل.
```

فكرة المجمعات الصناعية في الشرق الأوسط وعلى الحدود بين إسرائيل وجيرانها هي أن المجمعات ستجلب الصناعة وتوفر فرص العمل، مما سيبقي الناس مشغولين بالعمل، بدلا من الانخراط في الإرهاب". أحد الحدائق هو حديقة تيفن الصناعية التي تضم كل شيء من وسائل النقل إلى المرافق الثقافية والتعليمية. في نيسان 2013، افتتحت حديقة صناعية جديدة في الناصرة. وقد أنشأ سبع مناطق صناعية - في تيفن وتل حاي ودالتون ولافون والآن الناصرة في الجليل. في عمر بالنقب؛ وآخر في تركيا.

### البيانات العامة
أدلى بنيامين نتنياهو، وزير المالية الإسرائيلي السابق ورئيس وزراء إسرائيل الحالي مرارا وتكرارا بتصريحات علنية خلال الانتخابات الإسرائيلية لعام 2009 دعا فيها إلى اتباع نهج للسلام قائم على التعاون الاقتصادي والجهد المشترك، بدلا من الخلاف المستمر حول القضايا السياسية والدبلوماسية. أثار هذه الأفكار خلال المناقشات مع وزيرة الخارجية الأمريكية كوندوليزا رايس. استمر نتنياهو في الدفاع عن هذه الأفكار مع اقتراب الانتخابات الإسرائيلية ويخطط لتنفيذها بعد توليه منصبه.
قال نتنياهو:
في الوقت الحالي، محادثات السلام تقوم على شيء واحد فقط، وهو محادثات السلام فقط. ومن غير المنطقي في هذه المرحلة أن نتحدث عن القضية الأكثر قابلية للتعقيد. إنها القدس أو تمثال نصفي أو حق العودة أو الاعتقال وقد أدى ذلك إلى الفشل ومن المرجح أن يؤدي إلى الفشل مرة أخرى.... ويجب أن ننسج سلاما اقتصاديا إلى جانب عملية سياسية. وهذا يعني أن علينا أن نعزز الأجزاء المعتدلة من الاقتصاد الفلسطيني من خلال تحقيق نمو سريع في ذلك المجال، نمو اقتصادي سريع يعطي مصلحة في السلام لعامة الفلسطينيين. 
وبالمثل، في مقابلة مع صحيفة جيروزاليم بوست، قال توني بلير، المبعوث الخاص للجنة الرباعية، في أيار/مايو 2009:
السؤال: … إننا نسمع عن تصميم على البناء من القاعدة إلى القمة مع الفلسطينيين، بما في ذلك تأكيدات بأن المشاريع الاقتصادية التي كانت قد أحبطت سوف تتقدم الآن …

 بلير: … عليك البناء من الأسفل إلى الأعلى وكذلك التفاوض من الأعلى إلى الأسفل … لأنه بمجرد أن تأخذ العناوين الثلاثة -السياسة، الإقتصاد والأمن … كل من هذه الأشياء يجب أن تكون جيدة. سوف يتضح، ما إذا كان الإسرائيليون على استعداد للبناء من القاعدة إلى القمة، وما إذا كان الفلسطينيون يدركون أن إسرائيل لن تتسامح إلا مع دولة فلسطينية جارة مستقرة وآمنة …

... يسألني الناس، لماذا أنت منزعج بشأن ما إذا كان هناك القليل من الأشياء الصناعية الزراعية حول أريحا. وأنا أقول، لأنه مهم. التفاصيل على أرض الواقع مهمة حقا. فقط لنفترض أنك [خلقت الظروف] في منطقة أريحا لاستغلال الإمكانات [السياحية] التي حصلت عليها. أنت تخلق مجموعة كاملة من أصحاب المصلحة الذين، عندما يتعلق الأمر بتلك التنازلات الصعبة، سيقولون، "نريد الدولة". ثم يؤمنون بالواقع، وليس بالشعائر ... 
في 8 كانون الأول / ديسمبر 2015 كتب الرئيس رؤوفين ريفلين مقال رأي في صحيفة واشنطن بوست قال فيه:
يجب على إسرائيل أن تتخذ خطوات لتحسين الوضع بشكل مستقل عن النقاش الجيوسياسي الإقليمي - وهي خطوات يفهمها كل شخص عاقل تخدم في نفس الوقت مصالح إسرائيل الأخلاقية والعملية. وبدون حل مسألة ما إذا كان لإسرائيل اليوم شريك فلسطيني للسلام أم لا، من البديهي أن بناء المدينة الفلسطينية الجديدة، روابي، يصب في مصلحة إسرائيل. وبالمثل، من الواضح أن تنمية قنوات الاتصال والتعاون بين رجال الأعمال والمربين والشخصيات الثقافية الإسرائيليين والفلسطينيين يحسن وضعنا.

## التاريخ العام
في عام 1995، وقعت الجهود الأولى في هذا المجال عندما توصل المسؤولون الفلسطينيون والإسرائيليون إلى اتفاق لإنشاء ست إلى تسع مناطق صناعية على طول "التماس" بين إسرائيل وغزة والضفة الغربية. وكان الهدف من ذلك معالجة البطالة الفلسطينية المنتشرة على نطاق واسع مع تعزيز الأمن الداخلي لإسرائيل من خلال الحد من تدفق العمال العرب على المدى الطويل إلى إسرائيل.

### التخطيط الحكومي 2006-2008
وفي تموز/يوليو 2006، أعلنت اليابان خطة للسلام تسمى "ممر السلام والرخاء"، تستند إلى التنمية الاقتصادية المشتركة والجهود المشتركة، بدلا من التنافس المستمر على الأرض. أعطى شمعون بيريز هذه الفكرة اهتماما كبيرا خلال مشاركته في مؤتمر دولي في نيويورك في سبتمبر 2006 نظمه الرئيس الأمريكي السابق بيل كلينتون.
وخلال هذه الفترة، شكلت تركيا منتدى أنقرة، وهو اجتماع يهدف إلى تعزيز التعاون بين الإسرائيليين والفلسطينيين. وفي المؤتمر الرابع لهذه المجموعة في كانون الثاني/يناير 2007، أكدت تركيا أنها ستنفذ مشروعا لإحياء منطقة إيريز الصناعية في قطاع غزة.
وفي آذار/مارس 2007، ناقشت اليابان، في مؤتمر استمر يومين في طوكيو ضم مسؤولين من اليابان وإسرائيل والسلطة الفلسطينية، خطتها للسلام القائمة على التنمية الاقتصادية المشتركة والجهود. وأعرب الجانبان عن دعمهما.
وفي آذار/مارس 2007، قرر مجلس الوزراء الإسرائيلي رسميا اعتماد خطة وادي السلام، التي ستنطوي على تعزيز التنمية الاقتصادية للفلسطينيين والتعاون بشأنها. ومع ذلك، أشارت بعض التقارير الإخبارية إلى أن هناك فرصة ضئيلة للتحرك بسبب عدم اهتمام رئيس الوزراء إيهود أولمرت وحكومة إسرائيل.
وفي خطاب تنصيبه في تموز/يوليو 2007، ذكر بيريز هذا الجهد، وأكد أن هناك إمكانية كبيرة للتعاون بين إسرائيل والفلسطينيين والأردن. كما أشار إلى أن هذا قد يعني دعما إيجابيا من دول الخليج الفارسي. وفي أغسطس/آب 2007، التقى بيريز بعدد من رجال الأعمال الإسرائيليين لمناقشة سبل المضي قدما في الخطة. وذكر بيريز أن الخطة قد يكون لها العديد من الآثار الإيجابية التي قد تساعد في تعزيز السلام.
وفي آب/أغسطس 2007، اجتمع وزراء خارجية إسرائيل والأردن والسلطة الفلسطينية واليابان في أريحا، واتفقوا رسميا على المضي قدما في هذه الخطة. أقيم حفل في ذلك الشهر في أريحا لإطلاق المشروع رسميا. وحضره وزيرة الخارجية الإسرائيلية تسيبي ليفني والمفاوض الفلسطيني صائب عريقات ووزير الخارجية الياباني تارو آسو ووزير الخارجية الأردني عبد الإله الخطيب.
في يناير 2008، أعلن بيريز أن الخطة قد اقتربت من التنفيذ، حيث أُعلن عن تفاصيل جديدة لتنفيذ جهد اقتصادي مشترك في أربعة مواقع في الضفة الغربية. وشمل ذلك خططا محددة للمشاريع الصناعية، وجامعة مشتركة البناء، واستثمارات من عدة بلدان، بما في ذلك اليابان وتركيا وألمانيا. ناقش بيريز هذا الأمر مع توني بلير خلال زيارة بلير للشرق الأوسط في شباط/فبراير 2008. قال بيريز إن الجهود تمضي قدما.
وقد استعرضت الوكالة الأمريكية للتنمية الدولية والبنك الدولي العديد من المقترحات المحددة بعمق، وأصدرا نقدا للعديد من نقاط القوة والضعف في الخطة. وفي مايو/أيار 2008 أعلن توني بلير عن خطة جديدة للسلام والحقوق الفلسطينية، تستند إلى حد كبير على الأفكار المتعلقة بخطة وادي السلام.
في مايو 2008، استضاف بيريز مؤتمرا للاحتفال بالذكرى ال60 لتأسيس إسرائيل، بعنوان "مواجهة الغد". تناول العديد من القضايا المتعلقة بمستقبل إسرائيل. وناقش مبادرة وادي السلام مع العديد من القادة الأجانب. أعرب الرئيس جورج بوش عن دعمه للفكرة. قال بيريز إن المبادرة يمكن أن تجلب السلام الدائم والتحول إلى المنطقة. وفيما يتعلق بالفلسطينيين، قال:

### التخطيط العام والتنفيذ 2008-2011
وفي مارس/آذار 2008، اجتمع مسؤولو الدفاع المدني الإسرائيليون والفلسطينيون في أول اجتماع رسمي كامل لهم منذ عقد من الزمن، لمناقشة المزيد من تنسيق الجهود لمواصلة متابعة هذا المشروع.
وفي أيار/مايو 2008، عقد مؤتمر اقتصادي دولي كبير في بيت لحم، ناقش فيه مختلف رجال الأعمال والقادة المحليين مختلف فرص التنمية الاقتصادية. وخاطب المؤتمر عدة قادة، بمن فيهم مدير البنك الدولي. رعى المؤتمر العديد من الشركات الخاصة الدولية وبعض المنظمات العامة. غطت جلسات المؤتمر العديد من تفاصيل التنمية الفلسطينية. وأشار أحد رجال الأعمال الزراعيين إلى أن إسرائيل هي أكبر سوق له، في حين أشار متحدثون آخرون إلى الحاجة إلى التنسيق مع إسرائيل للسماح بمزيد من التطوير.
وفي يوليو/تموز 2008، كررت الحكومة اليابانية دعمها للخطة في اجتماعات مع الإسرائيليين والفلسطينيين، وحثت الجانبين على مواصلة العمل من أجل استكمالها. وأشارت اليابان أيضا إلى تأييدها المحدد لبناء منطقة صناعية زراعية بالقرب من أريحا، وقالت إنها تأمل في البدء في البناء بحلول عام 2009.
افتتح مركز بيت لحم للمشاريع الصغيرة في أوائل عام 2008 بتمويل من ألمانيا، وساعد الشركات الصغيرة الفلسطينية في مجالات مختلفة، مثل مساعدة المطابع على تحسين البرمجيات وحرفيي خشب الزيتون لتسويق منتجاتهم.
في عام 2008، تحسن الاقتصاد في الضفة الغربية تدريجيا. بلغ النمو الاقتصادي للمناطق المحتلة حوالي 4-5% وانخفضت البطالة حوالي 3%. وتشير الأرقام الإسرائيلية إلى أن الأجور في الضفة الغربية ارتفعت بأكثر من 20% في عام 2008 وارتفعت التجارة بنحو 35%. وارتفعت السياحة في بيت لحم إلى حوالي ضعف مستوياتها السابقة، وزادت السياحة بنسبة 50% في أريحا. في عام 2009، بدأ ازدهار اقتصادي بنمو وصل إلى 7 في المئة، وهو أعلى مما هو عليه في إسرائيل أو الغرب. وارتفعت السياحة في بيت لحم، التي تضاعفت إلى مليون في عام 2008، وإلى ما يقرب من 1.5 مليون في عام 2009. وزادت واردات السيارات الجديدة بنسبة 44 في المئة. وافتتح مركزا تجاريا جديدا في جنين ونابلس. يخطط المطورون الفلسطينيون لبناء أول مدينة فلسطينية حديثة، روابي. في أكتوبر/تشرين الأول 2008، وقعت السلطة الفلسطينية اتفاقا مع الحكومة الألمانية، تبرعت ألمانيا بموجبه بمبلغ 13 مليون يورو لبدء العمل في منطقة جنين الصناعية. ومن المتوقع أن يبدأ البناء بحلول عام 2009. وفي أواخر عام 2008، استمرت الجهود والمناقشات بين القادة المحليين على جانبي الحدود.
في يونيو/حزيران 2009، بعد اجتماع مع رئيس البنك الدولي روبرت زوليك، أعلن وزير التعاون الإقليمي الإسرائيلي، سيلفان شالوم، عن مشروع تجريبي لبناء أنبوب "تجريبي" بطول 180 كم من البحر الأحمر إلى البحر الميت. سيضخ الأنبوب 200 مليون متر مكعب سنويا. سيتم تحلية نصف هذا للاستهلاك الأردني والنصف الآخر في البحر الميت. شكك بعض الخبراء في هذا المشروع. وقال البروفيسور أفنير أدين من الجامعة العبرية في القدس إن هناك حاجة إلى مزيد من الدراسات حول التأثير البيئي المحتمل. ومع ذلك، تقول مجموعات مختلفة ومسؤولون حكوميون من عدة دول إن خط الأنابيب ضروري لإنقاذ البحر الميت، الذي قد يكون في خطر الجفاف بسبب بعض العوامل البيئية.
في أوائل عام 2010، لعب شمعون بيرس دورا نشطا وشخصيا في الجهود الرامية إلى تعزيز مبادرات الأعمال المحلية. قاد بيريز شخصيا جولة لكبار المسؤولين التنفيذيين الإسرائيليين في الضفة الغربية، وأخبرهم عن العديد من الشركات الفلسطينية الجديدة التي تظهر إمكانات نمو كبيرة. إحدى الشركات التي أبرزها بيريز هي حاضنة تكنولوجيا الجيل الجديد، وهي جهد يهودي عربي مشترك تأسس في عام 2002 ويشجع الأفكار والمشاريع الجديدة في مجال التكنولوجيا والتكنولوجيا الحيوية.

### حالة الجهود الدبلوماسية 2013-2015
في عام 2013، وقعت اتفاقية جديدة لمنطقة صناعية جديدة في أريحا. في 2014، أُحرز تقدم كبير في بناء روابي، وهي مدينة جديدة في الضفة الغربية. ورأى الكثيرون في هذا البناء مثالا على التعاون بين إسرائيل والفلسطينيين، بسبب الجهود الإسرائيلية لدعم هذا الجهد من خلال خطوات مختلفة مثل توفير المواد الخام.
في نوفمبر 2015، وقعت إسرائيل والسلطة الفلسطينية اتفاقا لإنشاء شبكة 3G للهاتف المحمول في الأراضي الفلسطينية، مع الخدمات المتوقعة في الضفة الغربية التي تحتلها إسرائيل بحلول النصف الثاني من عام 2016 وبعد ذلك في غزة. قبل هذا الاتفاق، كانت هذه مشكلة بين الجانبين.
في عام 2015، بدأت التوترات تتصاعد بين الجانبين. كانت هناك فترة من الصراع المتصاعد في منتصف عام 2015. كان هذا مدعاة للقلق بين دعاة التعاون الاقتصادي. وأعرب مختلف المشاركين في هذه الجهود عن قلقهم إزاء احتمالات مواصلة تطوير هذه الجهود، بسبب بعض الزيادة في التوتر في المجالين السياسي والدبلوماسي. في أواخر 2015، بدأ بعض الفلسطينيين في إعادة النظر فيما إذا كان ينبغي عليهم الاستمرار في الالتزام ببروتوكول باريس، وهو اتفاق بين إسرائيل والفلسطينيين يحكم التعاون الاقتصادي بين الجانبين.
وفي عام 2015 أيضاً، بدأت بعض الشركات الإسرائيلية في نقل مصانعها من المستوطنات المبنية على الأرض الفلسطينية المحتلة كوسيلة للتحايل على شرط جديد من الاتحاد الأوروبي يقضي بوسم أي سلع منتجة في الضفة الغربية.
ودارت بعض التوترات حول المشاريع الاقتصادية القائمة. ومن الأمثلة على ذلك بناء روابي، وهي مدينة جديدة، ساعدت إسرائيل جزئيا في بنائها. كان من المفترض أن يستوعب 40000 شخص في مرحلته الأولى وأكثر في المستقبل. تم بالفعل بناء أول 700 منزل بحلول عام 2015. بيد أن البعض ادعى أن النزاعات مع السلطات الإسرائيلية حالت دون وجود أي طرق غير طريق زراعي ذي حارة واحدة، وأن المسائل المتعلقة بالحصول على المياه لم تحل.
في 8 كانون الأول/ديسمبر 2015 كتب الرئيس الإسرائيلي رؤوفين ريفلين مقالا انتقد فيه بعض جوانب عدم اهتمام الحكومة الإسرائيلية بالرفاهية الاقتصادية للفلسطينيين. التقى بالرئيس باراك أوباما في البيت الأبيض في ذلك الأسبوع وناقش أفكاره لمتابعة عملية السلام.

## التخطيط المجتمعي والمشاريع

### التخطيط التنظيمي والتعاون
في عام 2009، استمرت الجهود لبناء المؤسسات والحكومات المحلية الفلسطينية من الألف إلى الياء، نُفذ الكثير من هذا العمل من قبل توني بلير والجنرال الأمريكي كيث دايتون. ورأى بعض المحللين أن هذه طريقة أكثر جوهرية لوضع الأساس لمؤسسات قابلة للحياة وللسلام المحلي.
تأسست غرفة التجارة الإسرائيلية الفلسطينية في عام 2009. رئيسها هو إيفال جلادة، ورئيسها التنفيذي هو أوفير جندلمان. وقد عقدت بالفعل مؤتمرها الأول، الذي كان توني بلير المتحدث الرئيسي فيه. وهي مكرسة لتعزيز تطوير المبادرات الاقتصادية والشركات المشتركة.
في أوائل عام 2010، أطلق صندوق الاستثمار الفلسطيني أول صندوق فلسطيني للاستثمار المباشر، من أجل جمع 50 مليون دولار للاستثمار في الشركات الفلسطينية. ويمتلك صندوق الاستثمارات العامة محفظة تبلغ نحو 800 مليون دولار ويستثمر في مشروعات مثل الإسكان والبنية التحتية. ويعمل صندوق الاستثمارات العامة مع مجلس إدارته الخاص لكنه يقدم تقاريره إلى الرئيس محمود عباس. وسيحاول صندوق الأسهم الخاصة الجديد جمع الأموال من المستثمرين لاستخدامها في مساعدة الشركات الصغيرة والمتوسطة الحجم. وتوظف هذه الشركات حوالي 85% من الفلسطينيين وتساهم بأكثر من نصف الناتج المحلي الإجمالي في الضفة الغربية وقطاع غزة، ولكنها تفتقر إلى إمكانية الوصول إلى البنوك وأسواق رأس المال.

### الجهود والمشاريع المشتركة، والمساعي المجتمعية
اعتبارا من عام 2011، هناك حوالي 50 مصنعا في المنطقة الصناعية بالضفة الغربية حيث يعمل اليهود والفلسطينيون معا.

### المنظمات المحلية
مجدي هي منظمة شعبية فلسطينية محلية أسسها عزيز أبو سارة، وهو ناشط فلسطيني شاب يسعى إلى الدعوة إلى التعاون وجهود المصالحة. تسعى منظمة مجدي إلى تعزيز الحوار بين الإسرائيليين والفلسطينيين. ويتمثل جزء من جهودها لصنع السلام في تعزيز التنمية الاقتصادية المحلية، وتعزيز الأعمال التجارية الفلسطينية الصغيرة. شارك أبو سارة باستمرار في مجموعة من ورش العمل والجهود التي شجع فيها على بذل جهود أكبر نحو المصالحة والحوار بين الأفراد الإسرائيليين والفلسطينيين.

### تجمعات جلبوع وجنين
كما أحرزت الجهود المبذولة للتنمية والحوار المشتركين تقدما على الصعيد المحلي في منطقة جنين، من خلال الاتصالات المستمرة بين مجلس جلبوع الإقليمي الإسرائيلي والمسؤولين الفلسطينيين المحليين في منطقة جنين. ويؤمل أن يُوضع حجر الأساس لمشروع جنين بحلول كانون الثاني/يناير 2009.
ولمنطقة جلبوع وجنين الإقليمية تاريخ طويل من التعاون عبر الحدود. وفي ديسمبر/كانون الأول 2008، اجتمع زعماء المجتمع المحلي من جانبي الحدود لمتابعة التعاون في مجموعة متنوعة من الموضوعات.
وقد بدأ التعاون الاقتصادي المشترك بين المسؤولين الإسرائيليين في جلبوع والمسؤولين الفلسطينيين في جنين يؤتي ثماره وفوائده الرئيسية. في أكتوبر 2009، بدأ مشروع جديد لتعزيز السياحة والسفر بين المنطقتين. وقد بدأت جهود تجارية جديدة كبرى ومناطق جذب سياحي في جنين. تخطط المنطقتان لإنشاء منطقة صناعية مشتركة من شأنها أن تجسر الحدود. وينتج الفلسطينيون مصنوعات يدوية محلية الصنع ويبيعونها عبر جلبوع إلى مناطق أخرى من العالم. مشروع آخر محتمل هو مركز لغة مشترك، حيث يقوم الإسرائيليون والفلسطينيون بتعليم بعضهم البعض اللغتين العربية والعبرية، فضلا عن جوانب من تراثهم الثقافي.

## الأعمال المشتركة والمشاريع الصناعية
الكتابة على الجدران كنشاط سلام: أطفال السلام على الجدار الإسرائيلي في الضفة الغربية يصورون حنظالا الفلسطينية وسروليك الإسرائيلية يحتضنان بعضهما البعض.

### المجموعات والشركات
زيتون السلام هو مشروع تجاري إسرائيلي فلسطيني مشترك لبيع زيت الزيتون. ومن خلال هذا المشروع، نفذ الإسرائيليون والفلسطينيون دورات تدريبية وتخطيطية مشتركة. كما أدى إلى إثراء إنتاج النفط الفلسطيني بالمكونات الإسرائيلية. أنتجت زيت الزيتون الذي بِيع تحت الاسم التجاري "زيتون السلام".
حظيت شركة كمبيوتر جديدة مؤلفة من إسرائيليين وفلسطينيين بتغطية صحفية كبيرة في وسائل الإعلام الغربية، كمثال جديد حيوي على الجهود المشتركة بين الإسرائيليين والفلسطينيين. تمتلك الشركة جي. هو. إس تي مكاتب في كل من موديعين ورام الله. وقد استفاد الفلسطينيون من كميات كبيرة من رأس المال الاستثماري المتاح من خلال الاتصالات الإسرائيلية. بدأت المشاركة الإسرائيلية بالاستفادة من تكاليف العمالة ومستويات الرواتب في المجتمع الفلسطيني، حيث قامت العديد من الشركات الإسرائيلية بالفعل بالاستعانة بمصادر خارجية لبعض الأعمال. وبمرور الوقت، أصبح المشروع شراكة، بسبب العدد الكبير من خريجي الجامعات الفلسطينيين الجدد الذين درسوا علم المعلومات ويحتاجون إلى فرص عمل جديدة.
سعى المستثمرون كأفراد وشركات، مثل مايكل أيزنبرغ من بنشمارك كابيتال إلى استثمار الأموال بناء على أهداف جي. هو. ست طويلة الأجل لإنشاء بيئة كمبيوتر قائمة على الويب تماما، خالية من أي حاجة لتطبيقات البرامج التقليدية. ومن الصلات الهامة الأخرى ما جرى من خلال نوا روثمان، حفيدة إسحاق رابين، التي تشجع منظمتها الحوار المشترك.

## روابط خارجية

### المواقع الرسمية
- Israel Ministry of Foreign Affairs
- Project website at Japan foreign ministry.
- Industrial Estates in the Palestinian Authority, بيت بيريز للسلام والابتكار website.
- Palestinian Investment Promotion Agency نسخة محفوظة 17 مارس 2010 على موقع واي باك مشين. official website.
- Palestinian Industrial Estates & Free Zones Authority official website.
- Israeli-Palestinian Chamber of Commerce
- US Palestinian Partnership Official agency to promote joint partnership and economic development efforts.
- Middle East Investment Initiative Promotes economic development and cooperation, in conjunction with public and private organizations

### التغطية الإعلامية والمواقع الخاصة
- Peace and Prosperity in the West Bank? Can a breakthrough experiment finally bring peace to the West Bank? -- Documentary and article at PBS website, 7/10/09.
- In West Bank, the Economy Offers a Ray of Hope, By Ethan Bronner, November 10, 2009.
- Can West Bank improvements hold in 2010?, By Leslie Susser, jta.org, January 11, 2010.
- Project Video showing a computer generated design
- Blog entry listing new projects Maximizing Progress blog.
- Gertner Architects & Urban Planners master planning for Peace Valley project

### التغطية الإخبارية للمواقع الفردية والجهد
- Joint Israeli-Palestinian industrial park to be built in north, By Haaretz Service, 8/9/08. "A new joint Israeli-Palestinian industrial park will be built next year in the northern Gilboa region. It will cost $200 million and occupy some 350 acres of land, was approved on Monday by a joint Israeli-American committee, and will be built under the auspices of the US ambassador to Israel James Cunningham, the U.S. special envoy to the Mideast General James L. Jones and the U.S. Security Coordinator for Israel and the Palestinian Authority Keith Dayton."
- Israeli, Palestinian mayors pitch rare joint industrial project, By Gil Shefler, Jewish Telegraphic Agency, September 1, 2009. "The Jewish mayor of a region in northern Israel adjacent to the West Bank announced a plan with the governor of the West Bank city of Jenin for a joint industrial zone, coexistence projects and a sports league that would bring together the region’s Israeli and Palestinian children."
- Israel-Palestine: third party industrial zones, Bitter Lemons blog website, 5/24/07.
- Town on Israeli-Palestinian border finds a good balance, Inexpensive goods on the West Bank side of Barta’a attract many Israelis for shopping, By Linda Gradstein February 17, 2012. in Barta’a, Israelis and Palestinians mix freely. The town is legally divided, with West Barta’a inside Israel and East Barta’a in the West Bank. But there’s no physical barrier between the two sides, and East Barta’a has developed a thriving market of hundreds of small stores selling everything from coffee sets to sheets to food to special teddy bears for Valentine's Day.
- Palestinians mull 'economic peace' plan, June 2013, BBC. Yolande Knell takes a look at the economic outlook for Palestinians. With talks between Israel and the Palestinians stalled, US Secretary of State John Kerry returns to the Middle East with the incentive of a major investment plan for the Palestinians, dependent on progress towards a peace deal. The plan could boost the struggling Palestinian economy, but there are some who fear it could come at the price of their political demands.